# Aimé Schwob
Pour les articles homonymes, voir Schwob.
Aimé Schwob est un médecin, d'origine française, né à Genève le 19 décembre 1864, et mort à Genève le 18 octobre 1926. Il est considéré comme le principal artisan du développement du sport moderne en Suisse.

## Les origines familiales
Aimé Schwob est le fils de Lucie Lipmann (1845-1914), et du docteur Alexandre Schvob (1835-1919), tous deux natifs de Gray, dans la Haute-Saône (France). L'écriture du nom patronymique comporte une légère différence entre le père et le fils.
Alexandre Schvob, beau-frère du Grand Rabbin Joseph Wertheimer, est un illustre médecin membre de la Société médicale et fondateur en 1892 de l'Association des médecins de Genève. Médecin du Consulat général de France à Genève de 1870 à 1919, il est également membre du comité directeur de la Fondation ophtalmologique Adolphe de Rothschild. Très apprécié de la population genevoise, cette dernière le surnomme le « Bon dieu des Pâquis ».

## Sa formation professionnelle
Après avoir fait ses études secondaires, Aimé Schwob intègre la Faculté de médecine de Lyon, et obtient son doctorat en 1893 en présentant un thèse relative à l'étude des psychoses menstruelles. Cette étude sera publiée à Paris ; elle est toujours considérée comme une référence aujourd'hui[Quand ?].
De retour à Genève, Aimé Schwob ouvre un cabinet médical et intègre à son tour la Fondation Rothschild. Comme son père, Aimé Schwob est « l'ami des pauvres » qu'il soigne avec un désintéressement total. Il s'investit également dans des œuvres humanitaires comme les colonies de vacances et les dispensaires. Membre de la Communauté israélite de Genève, il sera élu deux fois président de cette institution, en 1917 et en 1922.
Médecin du Consulat général de France à Genève, à partir de 1919, il est aussi un pionnier en matière de médecine du sport. Il est en effet un des premiers médecins à promouvoir, dans le cadre d'une hygiène de vie et de santé : la pratique raisonnée des disciplines sportives.
Sa passion pour le sport va justement le conduire à entamer une œuvre considérable, en s'impliquant dans le développement de plusieurs structures associatives et fédératives touchant au domaine du cyclisme, du football association, de l'athlétisme, et enfin du mouvement olympique.

## Le cyclisme
À la fin du XIXe siècle, l'Europe tout entière se passionne pour ce curieux engin que l'on appelle le vélocipède. Les dernières innovations techniques dont il a bénéficié l'ont hissé au statut de « petite reine » des routes.
En Suisse, la même frénésie s'est emparée de la population et, dans la cité de Calvin, un premier club est fondé en 1869, le Vélo-Club de Genève. En 1894, Aimé Schwob devient président du « Bicycle-club », société vélocipédique qui compte dans ses rangs 1 000 adhérents, et qu'il avait contribué à fonder en 1885 malgré son jeune âge (il n'avait alors que 21 ans). Entretemps, il fonde, en 1891, l'Union Vélocipédique Cantonale Genevoise (aujourd'hui[Quand ?] UVG), sur proposition d'Édouard Dechevrens, qui est le président du Vélo-club des Eaux-Vives, et l'Union cycliste suisse en 1896, structure fédérative qui participera à Paris à la création de l'UCI (Union cycliste internationale) le 14 avril 1900.
Grâce à ses compétences et à son engagement Aimé Schwob donne alors une impulsion considérable au cyclisme sur l'ensemble du territoire national. Il devient du reste le délégué pour la Suisse auprès de la Société vélocipédique de France, et le premier chronométreur suisse qui officie sur le plan international.

## Le TCS (Touring-Club Suisse)
En 1896, dans la lignée de ce qui se fait déjà en France, en Belgique, et en Italie, Aimé Schwob et 204 autres amateurs de la petite reine décident de se constituer en « comité d'initiative » pour créer un touring-club afin de promouvoir auprès des institutions nationales la création d'un véritable réseau qui soit enfin revêtu, bien entretenu et cartographié. Le 1er septembre 1896, trente-huit d'entre eux se réunissent à Genève et donnent naissance au TCS (Touring Club Suisse). La présidence échoit à Michel Raisin, et Aimé Schwob est élu deuxième vice-président du conseil d'administration.
À la fin du premier exercice, en octobre 1897, le TCS compte déjà 2 653 membres (plus de 1 350 000 sociétaires aujourd'hui[Quand ?]).

## Les journauxLa Suisse sportiveetLe Sport suisse
Au Vélodrome de Varembé ou au Vélodrome de la Jonction, où Aimé Schwob se rend régulièrement pour suivre les compétitions, assurer l'assistance médicale des sportifs, ou tout simplement chronométrer les courses, il fait la connaissance de Max Burgi, chroniqueur sportif et futur président de l'UCI de 1936 à 1939 ; et de François Dégerine, joueur et capitaine de l'équipe de football-rugby de la Servette (futur Servette FC). Les trois hommes, passionnés de sport, se lient rapidement d'amitié et décident de créer un journal de tous les sports : La Suisse sportive, un bimensuel dont le premier numéro paraît le 27 avril 1897. Aimé Schwob en est le rédacteur en chef, Max Burgi le chef éditorialiste, et François Dégerine le secrétaire de rédaction. La Suisse sportive sera publiée jusqu'à 1932.
Ce journal va rapidement s'imposer comme une référence en matière de sport. Outre les chroniques sportives et les résultats des compétitions, il devient aussi le principal support de communication pour la plupart des clubs, associations, et autres fédérations sportives du pays, comme la Fédération Nationale Suisse d'Escrime. Par ailleurs, il va souvent subventionner, ou financer totalement, l'organisation de certaines compétitions (comme l'Aviron, la Natation, ou encore la création du premier championnat national de football association).
En 1904, les trois hommes décident de créer un nouveau journal : Genève sport, qui ne paraîtra qu'à l'occasion de certaines manifestations sportives. L'année suivante, ils créent un hebdomadaire paraissant tous les mercredis : Le Sport suisse. Les deux journaux fusionneront en 1908.
Le domaine journalistique du journal Le Sport suisse sera cependant plus vaste que son confrère de La Suisse sportive, à la suite du développement d'autres disciplines sportives. Même l'aviation, encore balbutiante, fait ici l'objet d'une attention particulière, et de nombreux articles  viennent renseigner le lecteur sur l'évolution technique des appareils. Cet hebdomadaire va donc s'imposer dans le temps comme le grand journal de tous les sports jusqu'en 1948, date de sa dernière publication.

## Le football association
Le 7 avril 1895, l'ASF (Association suisse de football) est fondée. Elle regroupe alors neuf clubs qui ont adopté les règles anglaises du football association. Cependant, elle ne peut, faute de moyens, financer l'organisation d'un championnat national. C'est finalement sous l'impulsion de François Dégerine et d'Aimé Schwob, que ce championnat est créé en 1897. Il sera financé par La Suisse sportive.
En décembre 1899, François Dégerine, qui a la particularité de jouer aussi bien au rugby, qu'au football, décide de créer une compétition locale destinée aux passionnés du ballon rond : « La coupe du dimanche ». Il fonde également à cette occasion une équipe, le « Sunday Team ». Cependant, l'idée de François Dégerine est de créer, au sein du Servette, une section de football. Pour cela, il va faire appel à Aimé Schwob dont l'expérience dans le domaine associatif est déjà grande, comme en témoigne cet extrait d'article du journal La Suisse : « Aimé Schwob apportait tout le poids de sa responsabilité. [...] C'était un sportif convaincu, un véritable meneur d'hommes, doté d'une intelligence hors pair. »
Le 17 janvier 1900, Aimé Schwob est élu président du Football-club de la Servette. Sa première décision est l'élection d'un nouveau comité directeur, et l'adoption des règles anglaises du football association. Ce jour-là, le club se fait connaître sous un nouveau vocable : le Servette FC.
Sous la présidence d'Aimé Schwob, le Servette FC rejoint les rangs de l'ASF le 21 octobre 1900, gagne son premier titre romand en 1904, et son premier titre national en 1907. Le Parc des Sports (situé aux Charmilles), où évolue le Servette FC, s'est doté, dès le 12 avril 1903, d'une tribune pour spectateurs. C'est la première construite en Suisse sur un terrain exclusivement destiné au football association.
Entretemps, toujours avec son ami Dégerine, Aimé Schwob participe à la création de l'ACGF (Association cantonale genevoise de football) le 2 septembre 1902, avant de s'intéresser au monde de l'arbitrage (ce qui n'est pas étonnant, Aimé Schwob étant déjà à cette époque chronométreur officiel). En 1905, il crée ainsi la Commission nationale des arbitres, section rattachée à l'ASF.
En 1912, après douze années passées à la tête du Servette FC (le plus long mandat de l'histoire de ce club, avec Gabriel Bonnet (1915-1927) et Marcel Righi (1957-1969)), Aimé Schwob décline l'invitation pour une nouvelle élection et se contente du titre de Président d'honneur qui lui est décerné. Il estime en effet avoir fait l'essentiel en ayant porté ce club sur des fonts baptismaux, et se voue désormais à la Commission des arbitres, à l'Athlétisme, et au mouvement olympique.
Aimé Schwob sera nommé membre d'honneur de l'ASF en 1912.

## L'athlétisme
Dès 1900, Aimé Schwob s'intéresse à d'autres disciplines que le cyclisme et le football. Après avoir organisé quelques compétitions locales, il crée le 4 mars 1900 le premier championnat national de cross country qui se déroule sur une distance de 15,4 km. Cette course sera malheureusement endeuillée par le décès d'un participant, le jeune Pierre Panetti, âgé de 16 ans, victime d'une rupture d'anévrisme à quelques mètres de l'arrivée.
En 1905, Aimé Schwob crée la Commission d'Athlétisme suisse, dont le siège est fixé chez lui, 11 rue Lévrier, à Genève. Cette institution est à l'époque rattachée à l'ASF qui, en dehors du football, prend en main la direction des sports pédestres. La fusion des deux organismes donnera naissance à l'Association Suisse de Football et d'Athlétisme en 1918.
Aimé Schwob, qui est à la fois président de la Commission d'Athlétisme et président du Servette FC, organisera le 1er juillet 1906 le premier championnat national d'Athlétisme. Celui-ci se déroulera au Parc des Sports des Charmilles, sur le terrain du Servette FC, et comportera 11 épreuves : 100, 400, 800, 1 500 et 3 000 mètres ; le 100 mètres haies ; les lancers de poids et de disque ; les sauts en hauteur, en longueur et à la perche.
Genève accueillera ces championnats nationaux durant plusieurs années, en profitant des excellentes structures dont dispose le Servette FC.

## Le mouvement olympique
C'est en 1894 que le baron Pierre de Coubertin crée, à Paris, le CIO (Comité international olympique), organisation destinée à faire renaître les Jeux olympiques antiques. Les premières olympiades de l'ère moderne ont lieu à Athènes, berceau de l'olympisme, en 1896.
À cette époque, la Suisse ne fait pas encore officiellement partie de cette organisation, et seuls des athlètes helvètes — inscrits à titre individuel — représentent leur pays. Outre un regard un peu distant vis-à-vis des Jeux, la Suisse ne dispose pas encore de structures fédératives sportives suffisamment développées pour qu'elle s'intéresse véritablement à cette organisation. Cela n'est toutefois qu'une question de temps alors qu'Aimé Schwob prend les rênes de l'Athlétisme suisse après avoir largement contribué au développement du cyclisme et du football.
Dès 1902, il s'allie au baron Godefroy de Blonay, un ressortissant suisse qui est membre du CIO depuis 1899, pour la constitution d'un « Comité suisse pour la participation aux Jeux olympiques ». Grâce à cette initiative, la Suisse peut envoyer des athlètes, sous forme de délégation invitée, aux jeux de 1904, 1908 et 1912.
Aimé Schwob fera également partie du comité d'organisation qui permettra à la Suisse d'envoyer des athlètes aux Jeux olympiques intercalaires de 1906, qui se déroulent à nouveau à Athènes. (Ces jeux non reconnus par le CIO, furent destinés à célébrer le 10e anniversaire des Jeux olympiques modernes).
Enfin, le 7 octobre 1912, à l'Hôtel Meurice d'Ouchy-Lausanne, Aimé Schwob intègre le premier bureau constitutif du COS (Comité olympique suisse) dans lequel il exerce les fonctions de membre permanent, titre qui sera modifié, en 1923, en membre conseiller (non soumis à réélection, ce qui permettait d'assurer la continuité des travaux du COS et le maintien de l'idée olympique en Suisse). Le COS est alors présidé par le baron Godefroy de Blonay et regroupe onze fédérations sportives, dont celles qu'Aimé Schwob a largement contribué à fonder : le cyclisme, le football association, et l'athlétisme.

## Son héritage
Lorsque le Docteur Aimé Schwob décède le 18 octobre 1926, à l'âge de 62 ans, le monde du sport est en deuil: « Deuil cruel, deuil irréparable » titre La Suisse; « Le Dr. Aimé Schwob, précurseur de tous les sports dans notre petit pays, à qui l’on doit en somme tout, n’est plus. Il emporte avec lui dans la tombe l’estime de tous ceux qui ont eu le grand bonheur d’apprécier ses hautes et belles qualités morales », ajoute le Journal de Genève.
Aimé Schwob laisse en effet derrière lui une œuvre qui est immense, et que l'on à de la peine à imaginer. Homme discret, et totalement désintéressé, Aimé Schwob n'a jamais cherché à se porter sur le devant de la scène médiatique. Il n'existe que très peu de photos de lui (si ce n'est celles des archives du Servette FC), et rares sont les articles qui le concernent directement. Pourtant, ce bourreau de travail n'a eu de cesse de promouvoir et de développer le sport, que ce soit à Genève, en Suisse, ou sur le plan international. Efficacement épaulé par François Dégerine et Max Burgi, deux fins techniciens en matière de sport, mais aussi deux remarquables journalistes, il a su aussi, à travers ses journaux, transmettre une véritable passion à des milliers d'hommes, femmes et enfants, qui ont découvert les joies de la pratique des sports, comme en témoigne cet autre extrait d'article: « Si, aujourd’hui, des milliers et des milliers de jeunes gens s’adonnent au sport, ils le doivent pour une grande part au Docteur, dont les titres de gloires sont légion »
La Suisse sportive et Le Sport suisse constituent aussi un véritable patrimoine. Les historiens d'aujourd'hui[Quand ?] ne tarissent pas d'éloges à l'égard de ces deux journaux, qu'ils considèrent comme la véritable bible du sport en Suisse, tant les articles étaient détaillés et pointus sur le plan technique. Aucune étude sérieuse sur l'histoire du sport en Suisse ne pourrait se faire sans la contribution de ces deux journaux qui sont conservés à la Bibliothèque universitaire de Genève et à la Bibliothèque nationale de Berne.
En quittant ce monde en 1926, Aimé Schwob laisse un grand vide ; mais il laisse aussi un héritage considérable qui, depuis, n'a cessé de se développer.
Le gouvernement français lui a décerné les Palmes d'officier d'académie en 1908, et l'a élevé au rang de Chevalier de la Légion d'honneur en 1924.
La Suisse, quant à elle, semble l'avoir quelque peu oublié.